# Miss Eco Brasil
O concurso Miss Ecologia Brasil, foi fundado em março de 1990 como “Garota Ecologia” e foi oficializado como Miss Eco Brazil, com o advento da Rio Eco/92. O seu fundador e presidente é o Jornalista/Diretor de Produção/Televisão Francisco Leilson C. Souza, que usa o nome fantasia de Léo Souza, e a Empresa Miss Ecologia, é, foi responsável Jurídico e realizador nacional e internacional do certame, através dos seus Representantes Nomeados nos Estados brasileiros e nos países credenciados. 

## Vencedoras
| Ano  |     | Representante        | Estado              | Colocação Internacional                           |                                                                    | R |
| 2022 |     |                      |                     |                                                   |                                                                    |   |
| 2021 |     | Raquel Grubba        | Santa Catarina      |                                                   |                                                                    |   |
| 2020 |     |                      |                     |                                                   |                                                                    |   |
| 2019 |     | Lizandra Garmus      | Paraná              |                                                   |                                                                    |   |
| 2018 |     | Arislene Lima        | Amazonas            |                                                   |                                                                    |   |
| 2017 |     | Raila Loureiro       | Pará                |                                                   |                                                                    |   |
| 2016 |     | Anderly Zargiski     | Paraná              |                                                   | Belém/Pará - Teatro Claudio Barradas UFPA.                         |   |
| 2015 |     | Tatiane Nobrega      | Amazonas            |                                                   | Belém/Pará - Teatro Claudio Barradas                               |   |
| 2014 | 21ª | Karla Grego Andrade  | Paraná              |                                                   | Chapecó/Santa Catarina - Centro de Convenções                      |   |
| 2013 | 20ª | Jessica Souza        | Pernambuco          |                                                   | São Paulo Plaza Flat – SP                                          |   |
| 2012 | 19ª | Luiza Baum           | Santa Catarina      | Miss Nuestra Belleza Mundial 2012 – Cuzco/Peru    | Aquarius Selva Hotel – Porto Velho/RO                              |   |
| 2011 | 18ª | Paula Diocesano      | Pará                |                                                   | Rondon Palace Hotel – Porto Velho/RO                               |   |
| 2010 | 17ª | Paula Falcão         | Rio de Janeiro      | Varanda Colonial Zoológico de São Paulo           | Rondon Palace Hotel – Porto Velho/RO                               |   |
| 2009 | 16ª | Jenifer Valerio      | Paraná              | Miss Continente del Mundo 2011 – Cuzco/Peru.      | Miss (Representante) Paraná (Natural de Sta. Catarina) - Manaus/AM |   |
| 2008 | 15ª | Cris Pinzan          | Paraná              |                                                   | Teatro Sinconciv - SP                                              |   |
| 2007 | 14ª | Tatiane Pontes       | Para                |                                                   | Teatro Gasômetro da Residência Oficial – Belém/PA                  |   |
| 2006 | 13ª | Karlene Araujo       | Para                |                                                   | Hotel ParamazÔnia – Belém/PA                                       |   |
| 2005 | 12ª | Rose Farias          | Santa Catarina      | Miss Eco International 2005 - Miss Inter. Equador | Hotel San Raphael - SP                                             |   |
| 2005 | 11ª | Paola Piovesan       | Paraná              | Miss Brasil 2005                                  | Hotel San Raphael - SP                                             |   |
| 2004 | 10ª | Amanda Hilght        | Rio de Janeiro      |                                                   | Teatro Hotel Maksud Plaza - SP                                     |   |
| 2003 | 9ª  | Roseane Lima         | Piauí               |                                                   | Democrata Bar Vila Olímpia - SP                                    |   |
| 2002 | 8ª  | Vânia Silva          | Pernambuco          |                                                   | Iate Club de Angra dos Reis - RJ                                   |   |
| 2001 | 7ª  | Marialba Piovesan    | Mato Grosso do SuL  | Reina de las Flores International de Colômbia     | São Paulo/SP                                                       |   |
| 2000 | 6ª  | Liliam Quiraldelo    | São Paul            |                                                   | Soc. Esportiva Palmeiras -São Paulo/SP                             |   |
| 1999 | 5ª  | Lígia Ferraz         | São Paulo           |                                                   | Rondon Palace Hotel – Porto Velho/RO                               |   |
| 1998 | 4ª  | Valeska Tavares      | Pará                | Miss FolckloreInternational Del Porto Rico        | Aquarius Selva Hotel – Porto Velho/RO                              |   |
| 1997 | 3ª  | Larissa Zanella      | Santa Catarina      | Miss Playa International Equador                  | Aquarius Selva Hotel – Porto Velho/RO                              |   |
| 1996 | 2ª  | Olga Portella        | Rio Grande do Norte |                                                   | Aquarius Selva Hotel – Porto Velho/RO                              |   |
| 1995 | 1ª  | Tânia Cristina Souza | Rondônia            |                                                   | Aquarius Selva Hotel – Porto Velho/RO                              |   |

## Historia
O Concurso Miss Eco Brazil Internacional & Miss Brasil Ecologia e suas Versões e Etapas; Miss Brasil Ecologia Infantil, Miss Brasil Ecologia Teenager, Mister Brasil Ecologia e Mulher Brazil Ecologia, Inspirado pela Rio Eco/92, foi criado com objetivo de propiciar a divulgação da biodiversidade brasileira como: Amazônia, Cerrado, Mata Atlântica, Pantanal e Cavernas Arqueológicas, assim como o aprimoramento da Cultura e beleza da criança e dos jovens e da mulher brasileiros e o congraçamento social dos Estados, e ainda incentivar as discussões nacionais e internacionais, sobre o meio ambiente, a mulher, a juventude e a criança, tendo como cenário o Brasil, a região de maior diversidade do Planeta. Promover a conscientização ambiental, através do certame, que será realizado uma vez por ano, em Cidade/Estado de maior densidade ecológica.
O concurso Miss Eco Brazil Internacional & Miss Brasil Ecologia e suas Versões e Etapas, não se trata de um evento de contestação e nem está ligado a nenhum órgão ecológico brasileiro ou internacional, mas sim de mostrar a Mídia, a graça e beleza dos povos de cada região, com seus Trajes e encantamentos.
O certame que compreende todo território nacional e mais 20 Países foi criado e regulamentado, e, é de responsabilidade do Jornalista e Diretor de Produção/Televisão Francisco Leilson Celestino de Souza, titular exclusivo da Marca Patente e do Domínio de Internet do Concurso Miss Eco Brazil Internacional & Miss Brasil Ecologia, e suas Etapas e Versões, no Brasil e nos Estados Unidos da América, e que adota a expressão fantasia de “Léo Souza Produções e Publicidade”, criador e realizador nacional e internacional.
Os concursos proporcionam Várias semanas de movimentação na Cidade Sede do Certame, pois nos dias que antecedem os eventos são realizadas palestras sobre ecologia envolvendo políticas de conservação, educação ambiental, fauna e outros temas; as candidatas fazem visitas oficiais, participam de reuniões e passeios ecológicos, nos quais elas poderão conhecer na cidade tais como Parques e áreas de preservação ambiental.
Acontece também um coquetel de apresentação das candidatas para a imprensa.
Após toda a expectativa gerada nos dias que antecedem os eventos, a apoteose vem no momento do concurso, a Grande Final Nacional, quando são eleitos os representantes brasileiros da beleza e ecologia.

## Sedes Nacionais
Nos últimos anos, já foram Sedes Nacionais do Concurso os seguintes Estados e respectivas Cidades brasileiras:
- Amazonas - Manaus
- Pará – Belém
- Paraná – Foz do Iguaçu
- Rio de Janeiro – Angra dos Reis
- Rondônia – Porto Velho
- Santa Catarina - Chapecó
- São Paulo – São Paulo

## Franquias Internacionais
- Reinado Internacional de La Piña – Colômbia
- Miss y Mister Continentes Del Mundo – Peru
- Miss FolckloreInternational – Porto Rico (USA)
- Festival de laBelleza “Jade Universe – Guatemala
- Miss Teen Beauty Planet – Guatemala
- Certamen Internacional BEAUTY WORLD – Republica Dominicana
- LatinModel México – México
- Miss Playa Internacional – Equador
- Miss Caribean Venezuela Internacional – Venezuela
- Queen Of World – Europa
- Miss Brasil USA – Miami USA
- Miss Petit International – Leste Europa
- Miss America Pageant Asiático – USA
- Miss JewelOfIndia Pageant
- Concurso Miss India Internacional